# ウォルター・ポンソンビー (第7代ベスバラ伯爵)
第7代ベスバラ伯爵ウォルター・ウィリアム・ブラバゾン・ポンソンビー（英: Walter William Brabazon Ponsonby, 7th Earl of Bessborough、1821年8月13日 – 1906年2月24日）は、イギリスの貴族、聖職者。1869年から1894年まで教区牧師を務めた。

## 生涯
第4代ベスバラ伯爵ジョン・ウィリアム・ポンソンビーと妻マリアの息子として、1821年8月13日にサリー州ローハンプトン（現グレーター・ロンドンの一部）で生まれ、パットニーで洗礼を受けた。ハーロー校で教育を受けた後、1840年7月10日にケンブリッジ大学トリニティ・カレッジに入学、同年にB.A.の学位を、1843年にM.A.の学位を修得した。
ポンソンビーはイングランド国教会の聖職者になり、1845年5月18日にグロスター大聖堂の執事に任命され、12月21日に司祭に任命された。1845年から1846年までグロスター州ハザロップの牧師補（curate）を、1846年から1869年までドーセット州カンフォード・マグナの副牧師（vicar）を、1869年から1875年までデヴォン州ベア・フェラーズの教区牧師（rector）を、1875年から1880年までサマセット州マーストン・ビゴットの教区牧師を、1880年から1894年までサフォーク州スタットンの教区牧師を務めた。
1895年3月12日に兄フレデリック・ジョージ・ブラバゾンが死去すると、ベスバラ伯爵位を継承した。政治では自由統一党に属した。
1906年2月24日にピムリコのエクルズトン・スクエア38号（38 Eccleston Square）で死去、3月2日にキルケニー県ピルタウンで埋葬された。長男エドワードが爵位を継承した。

## 家族
1850年1月15日、ルイーザ・スーザン・コーンウォリス・エリオット（Louisa Susan Cornwallis Eliot、1825年12月17日 – 1911年1月15日、第3代セント・ジャーマンズ伯爵エドワード・エリオットの娘）と結婚、5男3女をもうけた。
- エドワード（英語版）（1851年3月1日 – 1920年12月1日） - 第8代ベスバラ伯爵[1][5]
- マリア（1852年6月4日[3] – 1949年11月19日） - 生涯未婚[6]
- サイリル・ウォルター（1853年9月8日 – 1927年11月29日） - 1893年9月19日、エミリー・ハリエット・エア・アディントン（Emily Harriet Eyre Addington、1932年12月10日没、H・アディントンの娘）と結婚、子供あり[3][4]
- グランヴィル（1854年9月13日 – 1924年2月24日） - セントルシア警察長官。1879年6月10日、メイベル・ジャクソン（Mabel Jackson、1922年1月20日没、チャールズ・ジャクソン閣下の娘）と結婚[4]
- アーサー・コーンウォリス（1856年1月8日 – 1918年4月25日） - 1892年8月17日、キャスリーン・エヴリン・シレリー（Kathleen Evelyn Sillery、ヘンリー・シレリーの娘）と結婚[4]
- エセル・ジェマイマ（1857年4月8日 – 1940年6月26日埋葬） - 1883年2月28日、第3代ラグラン男爵ジョージ・サマセット（英語版）と結婚、子供あり[7]
- ウォルター・ジェラルド（1859年7月31日 – 1934年4月28日） - 法廷弁護士[4]
- サラ・キャスリーン（Sara Kathleen、1861年8月5日[3] – 1936年6月10日） - 1883年6月26日、チャールズ・ランスロット・アンドルーズ・スキナー（Charles Lancelot Andrewes Skinner）と結婚、子供あり[6]